# Mateo Garralda
Mateo Garralda Larumbe (født 1. december 1969 i Burlada, Spanien) er en spansk tidligere håndboldspiller. Han spillede blandt andet for den danske ligaklub KIF Kolding. Før han kom til Danmark spillede han 2 sæsoner for Ademar Leon, 7 sæsoner for ligarivalerne Portland San Antonio, og har også tidligere spillet for FC Barcelona. Han har vundet Champions League hele 3 gange. Han stoppede sin karriere i år 2009 for at blive assistent træner i KIF Kolding fra 1 juli. 2009

## Landshold
Garralda var en del af det spanske landshold, der blev verdensmestre i 2005 efter finalesejr over Kroatien. Han var også en del af den spanske trup ved OL i Atlanta og OL i Sydney.